# Урбанизация в России
Урбанизация в России — происходящий в России процесс повышения роли городов в развитии общества, который охватывает изменения в размещении производства и расселении населения, а также влияет на социально-профессиональную и демографическую структуру, образ жизни, культуру и другие аспекты. Урбанизация является сложным и многосторонним социально-экономическим и географическим процессом, происходящим на основе исторически сложившихся форм общественного и территориального разделения труда.
До отмены крепостного права в России процессы урбанизации были выражены слабо. В СССР урбанизация осуществлялась одновременно с индустриализацией и имела форсированный характер. Одним из главных стимулов к урбанизации стала эвакуация предприятий и населения за Урал в годы Великой Отечественной войны. В силу больших географических различий и довольно быстрой смены социально-экономических эпох в XX веке, урбанизационные тенденции очень быстро сменяют друг друга, в том числе и посредством так называемого поляризационного разворота. Своеобразной местной тенденцией, появившейся ещё в советские времена, является так называемая дачная дезурбанизация. Из других процессов исследователи отмечают гипертрофию столичного региона, который, несмотря на свой большой размер, продолжает расти не уменьшающимися темпами, а увеличивающимися, по сравнению с другими городами.

## История

### X—XVIII век
С развитием государственности на Руси начали формироваться и развиваться многочисленные поселения. Географически выгодно расположенные поселения превращались в города и становились центрами политической власти, экономического и военного развития. Начиная с X—XII веков рыночные и ремесленные функции становятся главным катализатором развития российских городов. Само слово «город» в русском языке происходит от «ограды» или «забора». В X — первой трети XIII века, под городом на Руси подразумевали крепость, где жители укрывались и оборонялись от врагов. Крепость являлась военно-административным и религиозным центром, который объединял соседние земли. Как правило, в городе или крепости располагался княжеский двор, церковь, вечевая площадь. Часть вне крепости обозначалась словом «посад» и обозначало ту часть города, где жило население, занимающееся торговлей, ремеслом и другими промыслами.
В XIV—XVII веках город всё также играл роль военно-административного и религиозного центра, однако в этот период посады начали становиться частью крепости. Таким образом, вся жилая часть называлась городом, а сама крепость (ранее носившая это название) — стала кремлём. В этот период не существовало административных, территориальных или финансовых отличий между понятиями города и деревни. Развитие всероссийского рынка в XVI—XVII веках привело к увеличению роли торговли и ремёсел в развитии городов. Однако общее развитие городской жизни по-прежнему остаётся очень низким. В начале XVII века только 3 % населения проживало в городах.
Современное понимание понятия города сложилось в начале XVIII века. Так согласно Жалованной грамоте городам (1785 год) были определены формальные критерии городов — необходимость получения от императора отдельной жалованной грамоты, по которой создавалось самоуправляющееся городское общество, имеющее права юридического лица. Также монарх утверждал герб и план города. Существовало несколько разных рангов официальных городов — столичный, губернский, уездный и безуездный, или заштатный.

### XIX век
Процессы урбанизации в России начались в XIX веке, вместе с заметным ростом числа городских жителей. Так, в начале XIX века в городе проживало только 5 % населения, к середине века этот показатель достиг 9 %. В 1897 году городское население составило 15 % от общей численности населения страны. Вплоть до XIX века в России было только два города с населением свыше 50,000 человек — Санкт-Петербург и Москва.
Вплоть до начала XIX века количество официальных городов менялось после каждой административной реформы. Так, в 1678 году насчитывалось 200 городов, в 1719—280, а в 1760-е — 337. Благодаря реформе местного управления 1775—1796 годов, к городскому статусу приблизили 271 сельских поселений и общее количество городов составило 673. По указу Павла I 171 город был упразднён. К 1811 году общее количество городов составило 567. Другим фактором, оказывающим влияние на зарегистрированное количество городов, стало изменение границ и смены военных потребностей государства.
В это же время начинают формироваться современные сети городских поселений, формируются механизмы и традиции градообразования и городской жизни, отличающиеся от сельской местности. В частности этому поспособствовало развитие железных дорог в стране. Самыми крупными городами в это время оставались Москва и Санкт-Петербург, при этом начиналось активное заселение междуречья Волги и Оки, горнозаводских районов Урала.
Во второй половине XIX века развитие экономики, а не административный статус, определяло рост отдельного города. Как правило, в феодальный период наиболее крупными городами по числу жителей являлись губернские центры. Однако начиная с 1850-х уездные и безуездные города могли превосходить по числу жителей свои административные центры. 
Определяющую роль в развитии городов во второй половине XIX века играло развитие железнодорожного транспорта – города, оказавшиеся в стороне от железных дорог, сталкивались с отставанием в развитии и стагнацией (например – Суздаль, Ростов Великий, Тобольск).
В 1897 году была проведена первая Всероссийская перепись населения, согласно которой на территории России (по современным границам) было зафиксировано 430 городов и 37 посадов. Большинство городов были экономически неразвиты.

### XX век
1917-1926
Революция 1917 года привела к разрушению административных структур Российской империи и, соответственно, частичной дезурбанизации. В 1920-е был проведён системный анализ всех российских городов, показавших что некоторые города не имели достаточного экономического потенциала, и, поэтому, были переведены в статус деревень. Одновременно с этим 90 поселений, имеющих достаточный уровень развития, получили статус городов. В 1926 году в СССР было зарегистрировано 461 городов, около 25 % из них были новообразованными. Процент городского населения составлял 17,7 %.
1926-1939
Механизм советской урбанизации сформировался в 1920—1930-е годы и был тесно связан с процессом социалистической индустриализации. В то время осуществляемые государством схемы по урбанизации страны заключались в плановом размещении по стране производств, привлечении кадров из сельской местности, создание системы всеобщего образования, обеспечение жилищного строительства. Благодаря внедрённым мерам городское население значительно выросло. Если в конце XIX века общая доля городских жителей в стране составляла примерно 1/7, то к концу 1930-х треть населения проживала в городах. Как и процесс индустриализации, урбанизация в СССР отличалась форсированным и ускоренным характером, а также считалась второстепенным последствием или вопросом индустриализации.
В 1932 году была введена система обязательной регистрации (прописки) — мера, которая частично помогла сдержать рост крупных городов и управлять доступом к городским товарам и удобствам.
С 1936 по 1939 год количество городов увеличилось с 461 по 576. Новые города были образованы «с нуля» рядом с местами добычи полезных ископаемых или военные города (например — Комсомольск-на-Амуре, Магнитогорск, Северодвинск).
Чрезмерная и ускоренная миграция из села в город и непродуманные преобразования сельских территорий в городские привели к формированию ложной урбанизации — феномен, при котором происходит чрезмерное перетекание сельского населения в города, особенно столичные и крупнейшие, что приводит к диспропорции в территориально-экономическом развитии страны.
1939-1950
Во время Великой Отечественной войны было основано 57 новых городов, в которые перенаправляли эвакуированное население и промышленность. Это стало одним из основных стимулов урбанизации в то время.
1950-1970-е
Большинство новых городов были основаны в 1950—1960-е годы — в среднем, по 8-12 городов ежегодно. С 1959 по 1969 год Россия стала преимущественно городской республикой. Так, в 1958 году больше 50 % населения проживало в городах. Среднегодовой прирост доли городского населения в стране составлял 1,5 %. В 1959 году в России насчитывали 2372 городских населённых пункта, в 1969-м — 2838. Основной причиной для роста числа городских поселений служило индустриальное строительство в регионах и освоение ресурсов. В их числе — изучение Курской магнитной аномалии, нефтегазовых месторождений Западной Сибири, а также развития в сфере гидроэнергетики, что привело к быстрому росту урбанизированности в Центральном Черноземье, Поволжье, Тюменской области.
Уже по состоянию на 1959 год большие города были зарегистрированы в 65 % всех регионов. Однако в большинстве случаев в подобных регионах крупный город был только один и он служил административным центром. Около 20 % регионов имели как минимум два стотысячных города (центр и сильный субцентр). Только в 9 регионах имелось от 3-х и более крупных городов. К 1968 году доля крупногородских регионов составила 80 %. За это десятилетие больше всего стотысячных городов образовалось в Центральном, Уральском и Дальневосточном регионах.
1970-1978
За этот период доля городских регионов по стране достигла 80 % от общего числа. Однако среднегодовой прирост доли горожан замедлился до 1,2 %. В то же время на 10 % снизилась скорость абсолютного роста городского населения в стране. Лидерами по росту численности горожан в то время стали Ханты-Мансийский и Ямало-Ненецкий округа, регионы Дальнего Востока и Центрально-Чернозёмный район. В то же время в два раза замедлился рост числа городских населённых пунктов. По интенсивности градообразования на первое место вышла Бурятия, Коми, Якутия.
1979-1988
В этот период отмечается все больший рост показателей урбанизированности — несмотря на то что численность жителей городов все ещё росла, высокие темпы роста урбанизированности были зафиксированы только в Тюменском округе. В 35 регионах рост доли горожан остановился, по России среднегодовой прирост упал ниже 1 %. Интенсивность градообразования также начала падать — прирост числа городских населённых пунктов составил 161, что оказалось в 1,4 раза меньше, чем в предыдущий период. В 1/ 3 от всех регионов городская сеть осталась неизменной.
1990-е годы
В это время существенное замедление роста урбанизированности продолжилось. В 1992 году доля городского населения по России достигла своего максимума в 73,9 %, при этом численность составила 148,7 миллионов человек. С этого года рост численности и доли городского населения значительно пошли на спад. В 1999 году количество жителей составило 145,9 миллионов человек, в то время как с 1995 по 1998 доля городских жителей по стране составляла 73,0 %. Во многом происходящая смена динамики была связана с сокращением естественного прироста населения, снижения интенсивности индустриального строительства и исчерпания демографического потенциала сельской местности. Среди других причин — массовый перевод городских населённых пунктов в статус сельских, что также было связано с политическими и экономическими изменениями в стране. Впервые за вторую половину XX века в 1990-е годы в стране стало больше регионов с отрицательной динамикой численности и долей городского населения, чем с положительной. В дальневосточных и северных регионах наблюдался миграционный отток горожан, а в целом ряде регионов наблюдалась «административная рурализация» — административное сокращение числа городских населённых пунктов. Так, в Костромской, Ростовской и Томской областях, Алтайском крае и Карачаево-Черкесии доля горожан понизилась на 2-5 %, а в Калмыкии и Карелии — на 9 %.
В это же время в 1990-е — начале 2000-х происходил процесс централизации и скопление населения в определённых областях. Основная зона населения, которая захватила около 30 % всех городов России, образовалась в радиусе 500 километров от Москвы.
В то же время миграция сельского населения в города стала намного активнее. Для примера в 1990-м году население Свердловской области составляло около 5 миллионов жителей, при этом население Свердловска (Екатеринбурга)  было приблизительно 1,3 млн. На сегодняшний день население Свердловской области составляет около 4,2 млн жителей, при этом население отдельно взятого Екатеринбурга уже немного превысило 1,5 млн.

## Урбанизационные процессы в современной России

### Общие тренды
Россия относится к странам с высоким уровнем урбанизации. Так, согласно переписи населения 2010 года, доля городского населения в стране составила 73,7 %. Среднее значение доли городского населения в мире достигло 50 % только в 2008 году. В России городская численность населения достигла уровня в 73 % в 1990 году.

### Географическая дифференциация
Согласно переписи населения 2021 года, средний показатель урбанизации по стране составил 75 %. Это означает, что примерно такой процент жителей страны зарегистрированы в городах и посёлках городского типа. Однако показатель урбанизации, также как и другие параметры, различается в зависимости от региона. Считается, что самый высокий уровень урбанизации (свыше 80 %) — в тех регионах, климат которых малопригоден для ведения подсобного сельского хозяйства. К таким регионам относятся Европейский север и Дальний Восток (в особенности Мурманская, Магаданская, Сахалинская, Камчатская области, ХМАО, ЯНАО. Высокой степенью урбанизации отличается и старое промышленное ядро в центре Восточно-Европейской равнины с густой городской сетью вокруг обеих столиц — Москва и Санкт-Петербург, а также прилегающим к ним областей (Ивановская, Владимирская, Тульская, Ярославская. Третьим мощным очагом промышленной урбанизированности являются регионы Урала, Поволжья и юга Сибири (Свердловская, Кемеровская, Челябинская, Самарская области). По переписи 2010 года, в 5 регионах России преобладало сельское население: Республики Алтай (72,4 %), Чечня (61,8 %), Ингушетия (61,7 %), Калмыкия (55,9 %), Дагестан (50,1 %) имеют низкую долю горожан и расположены на юге страны. Далее следует Республика Крым (49,2 %), без Севастополя. Адыгея и Краснодарский край ненамного превышают пятидесятипроцентный порог. При этом урбанизационные процессы в Краснодарском крае весьма своеобразны: при невысокой доле городского населения, городов здесь много, в том числе и крупных.
Иногда грань между селом и городом может быть размытой: население некоторых южных станиц, исторически представлявших собой сельские населённые пункты, ныне достигает десятков тысяч человек, превышая население некоторых небольших городов и посёлков городского типа на севере страны. Важнейшей особенностью российской урбанизации является и то, что в советский период благодаря командной экономике Россия стала единственной страной в мире, сумевшей развить крупную городскую инфраструктуру в районах крайнего севера и в приравненных к ним регионах Дальнего Востока.
За постсоветский период уровень урбанизации России, особенно в Средней Полосе России вырос, что можно легко заметить по активному росту населения крупных городов, но при этому уменьшению населения регионов в целом. Например население Свердловской области за последние 30 лет упало с 5 до 4,3 млн жителей, при этом в отдельно взятом Екатеринбурге население выросло с 1,2 в 1991 до 1,5 млн в 2020-м, и это только де-юре. Население крупных городов России де-факто как правило существенно выше чем количество постоянно зарегистрированных в них граждан примерно на 10-20% . При этом вдали от крупных городов ситуация меняется до противоположной.  

### Статус городов
Три города в границах современной Российской Федерации обладают особым статусом города федерального значения. Город федерального значения представляет собой город, являющийся самостоятельным субъектом Российской Федерации. Согласно Конституции Российской Федерации (ст. 65), такой статус в пределах границ Российской Федерации имеют три города: Москва, Санкт-Петербург (оба непрерывно с 1931 года) и Севастополь (в 1948—1954, затем вновь с 2014 года). На них приходится менее 0,3 % территории страны, но более 12 % её населения и около четверти ВВП России. Первые два города в разное время выполняли или выполняют функции столиц Российского государства. Кроме того, согласно Соглашению между Российской Федерацией и Республикой Казахстан, статусом, соответствующим городу федерального значения Российской Федерации, в отношениях с Российской Федерацией на период аренды ею комплекса космодрома Байконур (до 2050 года) наделяется город Байконур (город областного подчинения Кызылординской области Республики Казахстан). Однако Байконур при этом не имеет статуса субъекта Российской Федерации, а органы его исполнительной власти не представлены в Совете Федерации, а российская местная власть находится в подчинении Московской области.
Также имеются города республиканского значения, областного и районного.